# Résidu minier

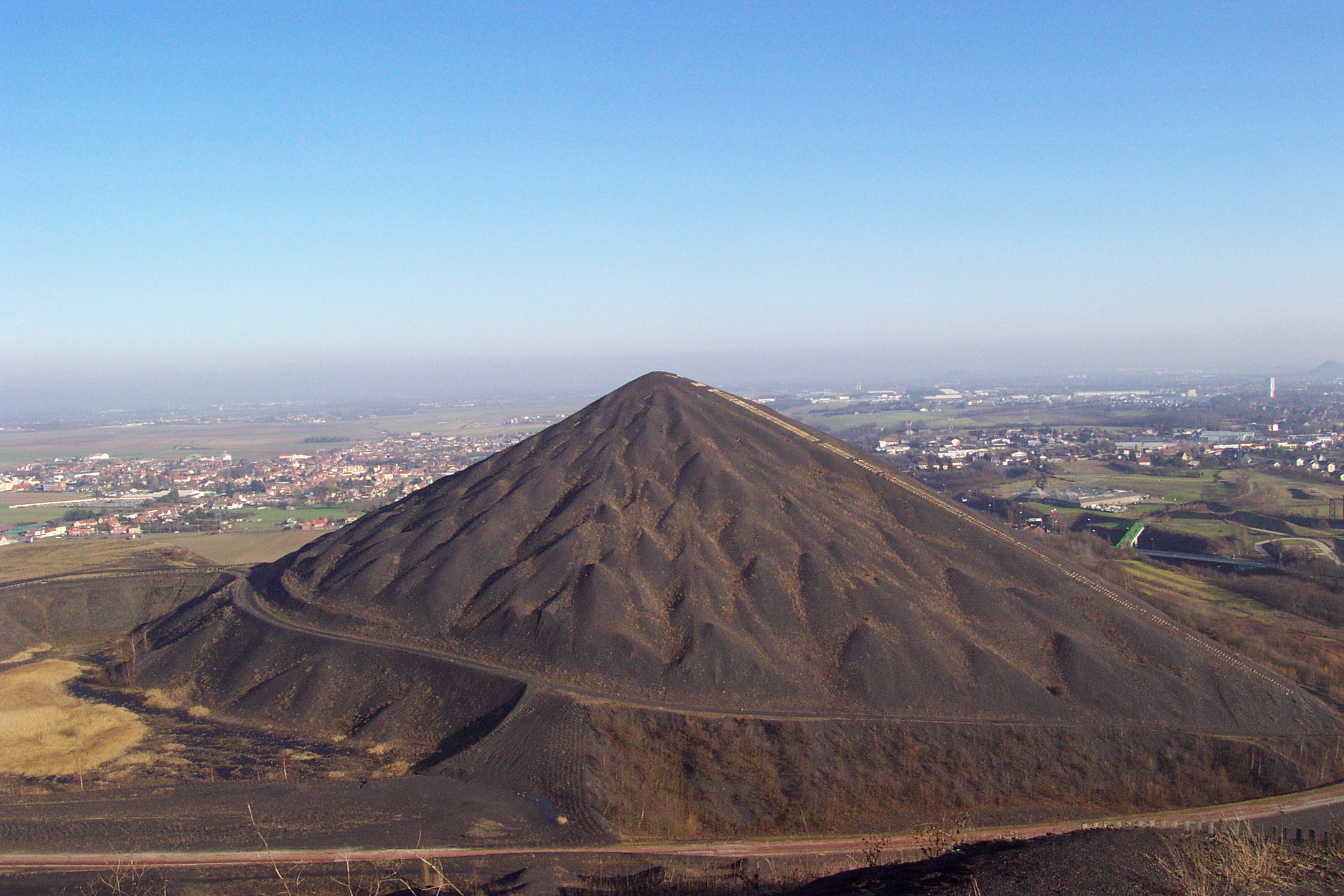
Stockage des résidus sous forme de terril.

Les résidus miniers sont "les déchets, qui peuvent être mélangés ou non avec de l’eau, et qui demeurent après le traitement de minerais, de concentrés de minerais ou de matériaux miniers. [...] Ces déchets incluent également des roches broyées, du sable, de l’argile, des produits chimiques de traitement, du coke de pétrole, du soufre ou encore des métaux, des minéraux ou du bitume résiduels."
Les résidus miniers sont généralement stockés dans des bassins ou derrière  des digues quand il s'agit de boues ou sous forme de terrils quand il s'agit de matériaux secs ou solides. Leur composition dépend de la géologie locale et des agents chimiques ajouté lors du lavage et/ou du processus de concentration (floculation, lixiviation, ...) Ainsi, les résidus miniers peuvent être chimiquement actifs, et doivent être gérés pour éviter d'impacter l'environnement ou l'homme.
Comme la plupart des gisements miniers les plus riches ont déjà été exploités, on exploite aujourd'hui des gisements dont la teneur est moindre. Chaque unité de métal ou d'autre substance extraite génère donc ce plus en plus de résidus..
Les résidus miniers sont souvent confondus avec les stériles qui sont les matériaux géologiques trop pauvres pour être exploités dans les conditions techniques et économiques du moment. Les stériles sont des roches qui ne sont pas traitées, mais peuvent naturellement être source de drainage rocheux acide et de lixiviation des métaux.

## Résidus miniers et environnement
En matière de santé environnementale : 
- Dans les cas de mines d'uranium, les stériles peuvent être plus ou moins radioactifs. Pour cette raison, il est déconseillé de se les approprier, de les disséminer dans un champ, ou de les intégrer dans le bâti. De ce fait, certaines associations militent pour que l'accès à ces stériles soit sécurisé[3].
- Dans le cas de l'extraction du charbon, 
  - les bacs à schlamm encore liquide sont dangereux : ils peuvent se comporter comme des sables mouvants.
  - Les restes de charbon peuvent entrer en auto-combustion avec une température pouvant monter à 70 °C à quelques dizaines de centimètres sous le niveau du sol. 
On a aussi constaté que le terril en combustion spontanée se comporte comme un réacteur chimique capable de synthétiser des composés complexes et pour certains indésirables, voire toxiques et/ou cancérigènes (benzène cancérigène ou encore hydrocarbures insaturés, sulfures, chloroforme et phtalimides (kladnoite)[4]. Des microefflorescences minérales peuvent alors se former aux abords des fissures en surface des restes schisteux s'auto-échauffant[4]. Certaines de ces efflorescences contiennent ces minéraux organiques rares dans la nature (phénanthrène (ravatite), phtalimide, et anthraquinone (9,10-dihydro-9, hoelite (en)), de soufre, de chlorure d'ammonium, souvent toxiques. Les gaz émis par un terril en combustion sont toxiques : le dioxyde de carbone et le monoxyde de carbone sont dominants, mais on trouve aussi du sulfure de carbonyle, sulfure de carbone, méthane, des n-alcanes, n-alcènes, des iso-alcanes, des alcanes cycliques, du chloroforme et du benzène (ainsi que ses dérivés alkylés)[4].

## Valorisation
De nombreux résidus miniers ont fait l'objet de « valorisation » financière et matérielle en étant revendus ou réutilisés comme matériaux de remblai, ou comme combustible ou matière première pour la production de combustible reconstitué à partir de poussières, quand ils contenaient encore un peu d'hydrocarbures exploitables. 
Certains auteurs comme R.A. Bloomfield du Bureau des mines du département de l'Intérieur aux États-Unis ont même envisagé la récupération de chaleur en cas de feux de mines. 
Des précautions particulières doivent être prises avec certains résidus qui peuvent être très acides ou entretenir un drainage minier acide ou être polluants (parce que riches en métaux lourds, en métalloïdes toxiques ou en autres produits toxiques issus de processus miniers (mercure, cyanures...)).
Parfois, avec l'évolution des technologies, il est économiquement viable de retraiter les résidus miniers pour en extraire davantage (un métal non exploité auparavant ou le reste du premier minéral exploité).